# Bruntál (stacja kolejowa)
Bruntál – stacja kolejowa w Bruntálu, w kraju morawsko-śląskim, w Czechach przy ulicy Nádražní 1095/43. Stacja znajduje się na wysokości 555 m n.p.m. i leży na linii kolejowej nr 310 oraz 312 (jako jej stacja początkowa).